# Lobelia tupa
Espèce
Statut de conservation UICN

 LC  : Préoccupation mineure
Classification phylogénétique

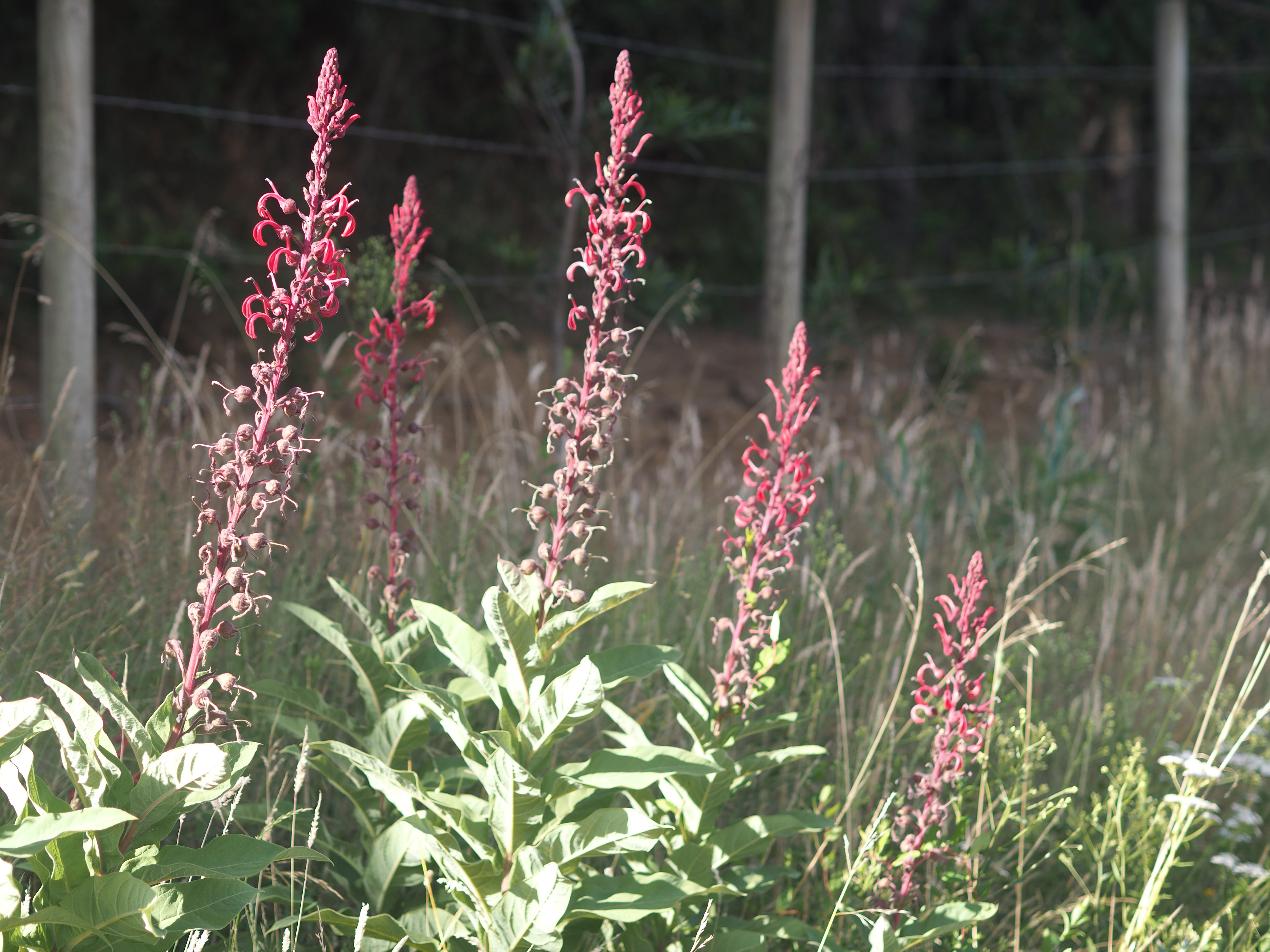
Un groupe de cinq pieds de tupas, permettant de voir les différents stades de maturation des inflorescences.

Lobelia tupa, le Tupa ou Tabac du diable, est une espèce de plantes à fleurs de la famille des Campanulacées endémique du Chili.

## Répartition et habitat
Elle est native du centre du Chili depuis la région de Valparaíso jusqu'à celle des Lacs.

## Description

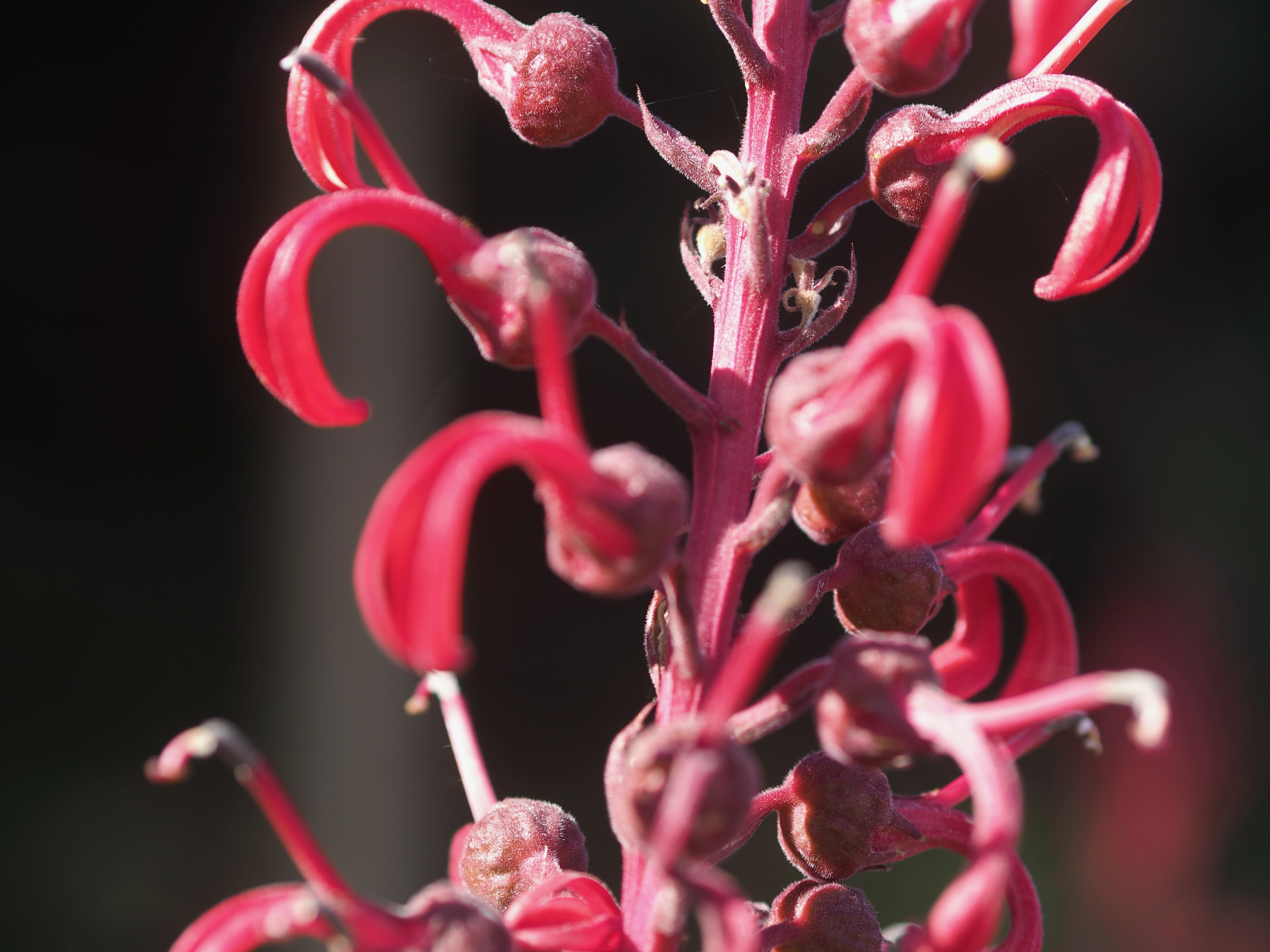
Détail des fleurs de tupa.

C'est une plante vivace atteignant les quatre mètres de hauteur. Son feuillage est de couleur vert-gris avec des feuilles elliptiques de 10 à 15 cm de longueur. Les fleurs, ressemblant à des trompettes, sont de couleur rouge.

## Propriétés
Son latex est utilisé aussi bien comme abortif que comme hallucinogène, ce qui explique son nom populaire de Tabac du Diable, ce qui est ironique, car cette plante est utilisée pour éliminer les effets de la dépendance à la nicotine, grâce à la lobéline qui est un de ses alcaloïdes. Pour les indigènes Mapuches du sud du Chili c’est une herbe sacrée. On trouve dans les feuilles de tupa des principes actifs qui stimulent la respiration.

## Taxonomie
Lobelia tupa a été décrite par Carl von Linné et publiée en  1763.

### Étymologie
Lobelia : nom générique créé en l'honneur du botaniste flamand Mathias de l'Obel (1538-1616).
tupa : épithète  dérivée du nom vernaculaire.

### Synonymie
Lobelia tupa a pour Synonyme (botanique)|synonymes :
- Dortmanna berteroi (A.DC.) Kuntze
- Dortmanna bicalcarata Kuntze
- Dortmanna mucronata (Cav.) Kuntze
- Dortmanna philippiana Kuntze
- Dortmanna tupa (L.) Kuntze
- Dortmannia berteroi (DC.) Kuntze
- Dortmannia bicalcarata Kuntze
- Dortmannia mucronata (Cav.) Kuntze
- Dortmannia philippiana Kuntze
- Dortmannia tupa (L.) Kuntze
- Lobelia bicalcarata (Kuntze) Zahlbr. ex K.Schum.
- Lobelia bicalcarata Zahlbr.
- Lobelia feuillei (G.Don) G.Nicholson
- Lobelia mucronata f. hookeri (A.DC.) E.Wimm.
- Lobelia mucronata f. ovalifolia E.Wimm.
- Lobelia mucronata var. berteroi (A.DC.) E.Wimm.
- Lobelia mucronata Cav.
- Lobelia serrata Meyen
- Lobelia tupa var. berteroi (A.DC.) Reiche
- Lobelia tupa var. bicalcarata (Kuntze) E.Wimm.
- Lobelia tupa var. montana Reiche
- Lobelia tupa var. mucronata (Cav.) Reiche
- Lobelia tupa var. pavonii E.Wimm.
- Lobelia tupa var. tupa
- Rapuntium mucronatum (Cav.) C.Presl
- Rapuntium tupa (L.) C.Presl
- Rapuntium tupa (L.) Chaz.
- Tupa berteroi A.DC.
- Tupa cavanillesiana G.Don
- Tupa feuillei var. berteroi (A.DC.) Vatke
- Tupa feuillei var. macrophylla Vatke
- Tupa feuillei var. mucronata (Cav.) Vatke
- Tupa feuillei G.Don
- Tupa montana Phil.
- Tupa mucronata var. hookeri A.DC.
- Tupa mucronata (Cav.) A.DC.